# Chaunus atacamensis
Chaunus atacamensis là một loài cóc trong họ Bufonidae. Chúng là loài đặc hữu của Chile.
Các môi trường sống tự nhiên của chúng là sông, đầm nước ngọt có nước theo mùa, suối nước ngọt, sa mạc ôn đới, và ao.